# Валанс-ан-Пуату
Валанс-ан-Пуату (фр. Valence-en-Poitou) — муніципалітет у Франції, у регіоні Нова Аквітанія, департамент В'єнна. Валанс-ан-Пуату утворено 1 січня 2019 року шляхом злиття муніципалітетів Со-ан-Куе, Шатійон, Куе, Пере i Во. Адміністративним центром муніципалітету є Куе. Населення — 4368 осіб (01.01.2021).